# Русло с дельтой в кратере Эберсвальде
Русло с дельтой в кратере Эберсвальде — геологическое образование на Марсе, предположительно созданное высохшей водной рекой длиной более 60 км.

## Расположение
Долина бассейна реки находится на юго-западе Марса, западнее кратера Эберсвальде и севернее кратера Холден.

## Характеристика

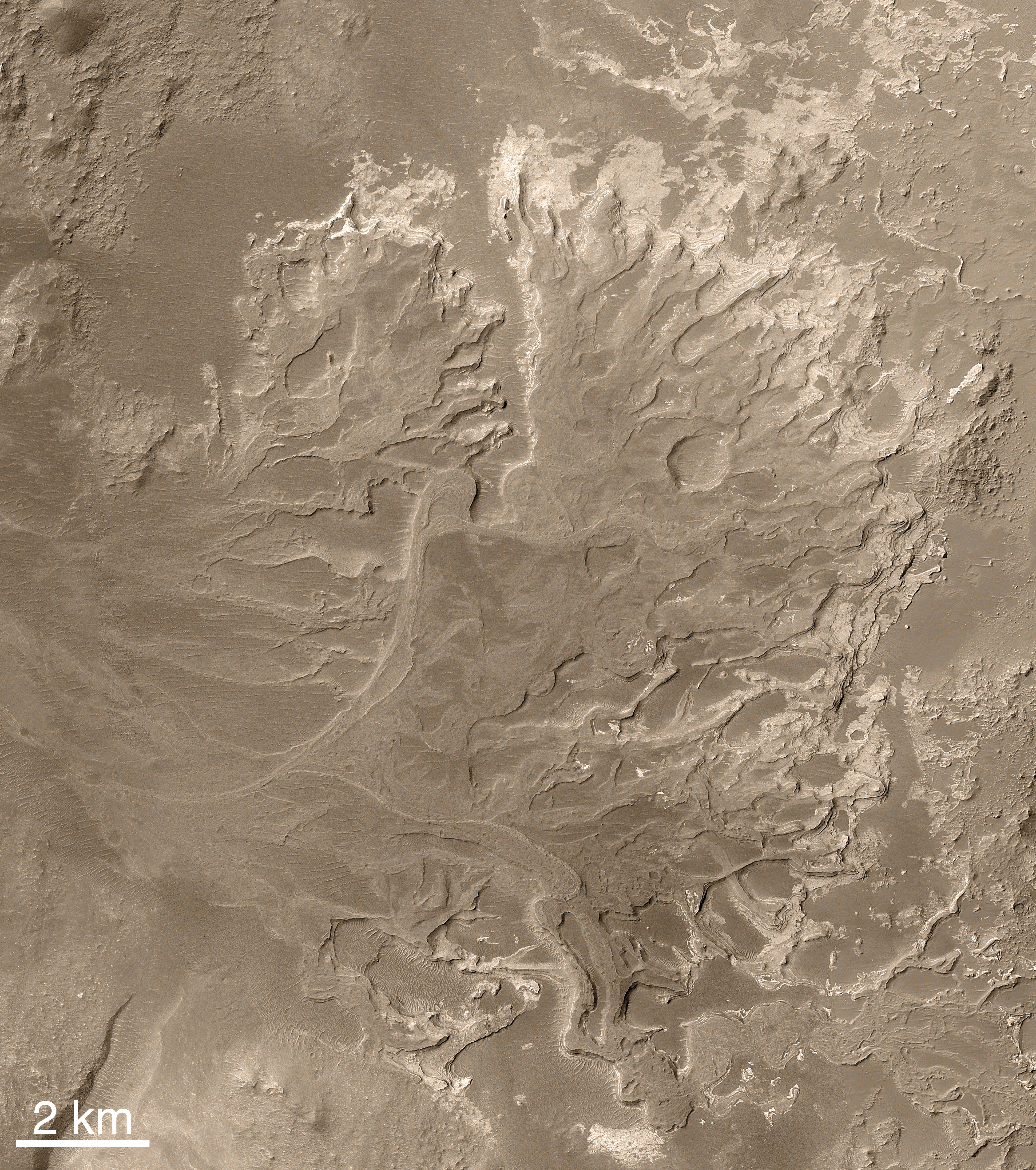
Снимок дельты высохшей реки в северо-западной части кратера Эберсвальде

Река протекала с запада на восток и имела около 6 крупных притоков (4 правых и 2 левых). Устье находилось на северо-западном берегу бывшего водоёма, находившегося в кратере Эберсвальде. Хорошо сохранилась сильно разветвлённая дельта реки, занимающая около 115 км². Длина составляла более 60 километров. Исток реки находился в ущельях, среднее течение проходило по равнине, а нижнее также проходило по глубокому ущелью.

## Изучение
Кратер Эберсвальде диаметром 65 км, в котором находился устьевый водоём, был образован 3,7 млрд лет назад в результате падения метеорита. Позже юго-западнее упал другой, больший, метеорит, и часть кратера Эберсвальде с дельтой реки были засыпаны породами кратера Холден. К настоящему времени дельта реки хорошо просматривается в результате постепенной эрозии осадочных пород.
Впервые дельта реки была обнаружена на снимке аппарата Mars Global Surveyor (1996—2006). Река была одним из претендентов на изучение новым марсоходом — Mars Science Laboratory (запуск в конце 2011 года), однако, в итоге было решено изучать кратер Гейла.
В начале 2019 года Роскосмос опубликовал сделанный аппаратом TGO снимок дельты в цветах геологических пород.